# Killer (album)
Killer je čtvrté studiové album americké hard rockové skupiny Alice Cooper, vydané v roce 1971 u Warner Bros. Records.

## Seznam skladeb
| Strana 1 | Strana 1        | Strana 1                                              | Strana 1 |
| Pořadí   | Název           | Autor                                                 | Délka    |
| -------- | --------------- | ----------------------------------------------------- | -------- |
| 1.       | Under My Wheels | Michael Bruce, Dennis Dunaway, Bob Ezrin              | 2:51     |
| 2.       | Be My Lover     | Bruce                                                 | 3:21     |
| 3.       | Halo of Flies   | Alice Cooper, Glen Buxton, Bruce, Dunaway, Neal Smith | 8:22     |
| 4.       | Desperado       | Cooper, Bruce                                         | 3:30     |

| Strana 2       | Strana 2             | Strana 2                              | Strana 2 |
| Pořadí         | Název                | Autor                                 | Délka    |
| -------------- | -------------------- | ------------------------------------- | -------- |
| 1.             | You Drive Me Nervous | Cooper, Bruce, Ezrin                  | 2:28     |
| 2.             | Yeah, Yeah, Yeah     | Cooper, Bruce                         | 3:39     |
| 3.             | Dead Babies          | Cooper, Buxton, Bruce, Dunaway, Smith | 5:44     |
| 4.             | Killer               | Bruce, Dunaway                        | 6:57     |
| Celková délka: | Celková délka:       | Celková délka:                        | 37:08    |

## Sestava
- Alice Cooper – zpěv, harmonika
- Glen Buxton – sólová kytara
- Michael Bruce – rytmická kytara, klávesy
- Dennis Dunaway – baskytara
- Neal Smith – bicí
- Bob Ezrin – klávesy

### Host
- Rick Derringer – kytara v „Under My Wheels“